# LHJMQ 2014/15
Die LHJMQ-Saison 2014/15 war die 46. Spielzeit der Ligue de hockey junior majeur du Québec. Die reguläre Saison begann am 10. September 2014 und endete am 22. März 2014. Die Rimouski Océanic gewannen als punktbestes Team der Vorrunde zum dritten Mal in ihrer Historie die Trophée Jean Rougeau. In den anschließenden Playoffs, die vom 26. März bis 18. Mai 2015 ausgetragen wurden, setzten sich die Océanic ebenfalls zum dritten Mal durch und errangen somit die Coupe du Président.

## Reguläre Saison

### Abschlusstabellen
Abkürzungen: GP = Spiele, W = Siege, L = Niederlagen, OTL = Niederlage nach Overtime, SOL = Niederlage nach Shootout, GF = Erzielte Tore, GA = Gegentore, Pts = Punkte

Erläuterungen:  = Play-off-Qualifikation,  = Division-Sieger,  = Trophée-Jean-Rougeau-Gewinner
| Maritimes Division           | GP | W  | L  | OTL | SOL | GF  | GA  | Pts |
| ---------------------------- | -- | -- | -- | --- | --- | --- | --- | --- |
| Moncton Wildcats             | 68 | 46 | 19 | 0   | 3   | 287 | 232 | 95  |
| Charlottetown Islanders      | 68 | 35 | 28 | 1   | 4   | 226 | 243 | 75  |
| Saint John Sea Dogs          | 68 | 32 | 26 | 4   | 6   | 237 | 241 | 74  |
| Halifax Mooseheads           | 68 | 32 | 30 | 4   | 2   | 227 | 242 | 70  |
| Cape Breton Screaming Eagles | 68 | 31 | 31 | 3   | 3   | 258 | 246 | 68  |
| Acadie-Bathurst Titan        | 68 | 17 | 43 | 6   | 2   | 158 | 271 | 42  |

| East Division         | GP | W  | L  | OTL | SOL | GF  | GA  | Pts |
| --------------------- | -- | -- | -- | --- | --- | --- | --- | --- |
| Rimouski Océanic      | 68 | 47 | 16 | 3   | 2   | 279 | 198 | 99  |
| Québec Remparts       | 68 | 40 | 25 | 1   | 2   | 267 | 232 | 83  |
| Shawinigan Cataractes | 68 | 39 | 26 | 1   | 2   | 259 | 214 | 81  |
| Baie-Comeau Drakkar   | 68 | 35 | 25 | 5   | 3   | 227 | 237 | 78  |
| Chicoutimi Saguenéens | 68 | 29 | 32 | 4   | 3   | 203 | 238 | 65  |
| Victoriaville Tigres  | 68 | 27 | 34 | 3   | 4   | 248 | 275 | 61  |

| West Division                | GP | W  | L  | OTL | SOL | GF  | GA  | Pts |
| ---------------------------- | -- | -- | -- | --- | --- | --- | --- | --- |
| Blainville-Boisbriand Armada | 68 | 41 | 18 | 2   | 7   | 244 | 185 | 91  |
| Val-d’Or Foreurs             | 68 | 35 | 25 | 3   | 5   | 283 | 266 | 78  |
| Sherbrooke Phoenix           | 68 | 36 | 26 | 2   | 4   | 228 | 245 | 78  |
| Rouyn-Noranda Huskies        | 68 | 33 | 30 | 4   | 1   | 246 | 245 | 71  |
| Gatineau Olympiques          | 68 | 31 | 31 | 0   | 6   | 234 | 242 | 68  |
| Drummondville Voltigeurs     | 68 | 26 | 38 | 1   | 3   | 195 | 254 | 56  |

### Beste Scorer
Abkürzungen: GP = Spiele, G = Tore, A = Assists, Pts = Punkte, PIM = Strafminuten; Fett: Saisonbestwert
| Spieler             | Team                         | GP | G  | A  | Pts | PIM |
| ------------------- | ---------------------------- | -- | -- | -- | --- | --- |
| Conor Garland       | Moncton Wildcats             | 67 | 35 | 94 | 129 | 66  |
| Danick Martel       | Blainville-Boisbriand Armada | 68 | 48 | 54 | 102 | 85  |
| Nikolaj Ehlers      | Halifax Mooseheads           | 51 | 37 | 64 | 101 | 67  |
| Ņikita Jevpalovs    | Blainville-Boisbriand Armada | 64 | 49 | 51 | 100 | 30  |
| Angelo Miceli       | Victoriaville Tigres         | 64 | 38 | 58 | 96  | 50  |
| Alexis Loiseau      | Rimouski Océanic             | 68 | 35 | 61 | 96  | 42  |
| Iwan Barbaschow     | Moncton Wildcats             | 57 | 45 | 50 | 95  | 59  |
| Anthony Beauvillier | Shawinigan Cataractes        | 67 | 42 | 52 | 94  | 72  |
| Anthony DeLuca      | Rimouski Océanic             | 68 | 44 | 47 | 91  | 63  |
| Anthony Richard     | Val-d’Or Foreurs             | 66 | 43 | 48 | 91  | 78  |

Bester Torschütze wurde Maxime St-Cyr der Baie-Comeau Drakkar mit 54 Treffern.

### Beste Torhüter
Die kombinierte Tabelle zeigt die jeweils drei besten Torhüter in den Kategorien Gegentorschnitt und Fangquote sowie die jeweils Führenden in den Kategorien Shutouts und Siege.
Abkürzungen: GP = Spiele, TOI = Eiszeit (in Minuten), W = Siege, L = Niederlagen, OTL = Overtime/Shootout-Niederlagen, GA = Gegentore, SO = Shutouts, Sv% = gehaltene Schüsse (in %), GAA = Gegentorschnitt; Fett: Saisonbestwert
Es werden nur Torhüter erfasst, die mindestens 1632 Spielminuten absolviert haben. Sortiert nach bestem Gegentorschnitt.
| Spieler             | Team                         | GP | TOI     | W  | L  | OTL | GA  | SO | Sv%  | GAA  |
| ------------------- | ---------------------------- | -- | ------- | -- | -- | --- | --- | -- | ---- | ---- |
| Philippe Desrosiers | Rimouski Océanic             | 44 | 2469:19 | 29 | 9  | 3   | 103 | 5  | 90,1 | 2,50 |
| Sam Montembeault    | Blainville-Boisbriand Armada | 52 | 3104:07 | 33 | 11 | 7   | 134 | 3  | 89,1 | 2,59 |
| Marvin Cüpper       | Shawiniga Cataractes         | 59 | 3486:57 | 36 | 20 | 2   | 163 | 4  | 91,2 | 2,80 |
| Alex Dubeau         | Moncton Wildcats             | 58 | 3255:02 | 41 | 13 | 1   | 162 | 4  | 90,0 | 2,99 |
| Mason McDonald      | Charlottetown Islanders      | 56 | 3194:01 | 28 | 22 | 4   | 163 | 1  | 90,6 | 3,06 |
| Philippe Cadorette  | Baie-Comeau Drakkar          | 63 | 3676:35 | 34 | 20 | 8   | 196 | 6  | 90,1 | 3,20 |

## Play-offs

### Play-off-Baum
|  | 1. Runde                                                              | 1. Runde                     | 1. Runde        |    | Viertelfinale           | Viertelfinale    | Viertelfinale |                  | Halbfinale      | Halbfinale | Halbfinale |  |  | Coupe-du-Président-Finale | Coupe-du-Président-Finale | Coupe-du-Président-Finale |
|  |                                                                       |                              |                 |    |                         |                  |               |                  |                 |            |            |  |  |                           |                           |                           |
|  | 1                                                                     | Rimouski Océanic             | 4               |    | 1                       | Rimouski Océanic | 4             |                  |                 |            |            |  |  |                           |                           |                           |
|  | 16                                                                    | Victoriaville Tigres         | 0               | 14 | Gatineau Olympiques     | 1                |               |                  |                 |            |            |  |  |                           |                           |                           |
|  |                                                                       |                              |                 |    |                         |                  |               |                  |                 |            |            |  |  |                           |                           |                           |
|  | 2                                                                     | Moncton Wildcats             | 4               |    |                         |                  |               |                  |                 |            |            |  |  |                           |                           |                           |
|  | 15                                                                    | Chicoutimi Saguenéens        | 1               |    |                         |                  |               |                  |                 |            |            |  |  |                           |                           |                           |
|  | 15                                                                    | Chicoutimi Saguenéens        | 1               | 1  | Rimouski Océanic        | 4                |               |                  |                 |            |            |  |  |                           |                           |                           |
|  |                                                                       |                              |                 | 1  | Rimouski Océanic        | 4                |               |                  |                 |            |            |  |  |                           |                           |                           |
|  | 6                                                                     | Val-d’Or Foreurs             | 0               |    |                         |                  |               |                  |                 |            |            |  |  |                           |                           |                           |
|  | 6                                                                     | Val-d’Or Foreurs             | 0               | 3  | Blainv.-Boisbr. Armada  | 2                |               |                  |                 |            |            |  |  |                           |                           |                           |
|  |                                                                       |                              |                 | 3  | Blainv.-Boisbr. Armada  | 2                |               |                  |                 |            |            |  |  |                           |                           |                           |
|  | 14                                                                    | Gatineau Olympiques          | 4               |    |                         |                  |               |                  |                 |            |            |  |  |                           |                           |                           |
|  |                                                                       |                              |                 |    |                         |                  |               |                  |                 |            |            |  |  |                           |                           |                           |
|  | 4                                                                     | Québec Remparts              | 4               | 2  | Moncton Wildcats        | 4                |               |                  |                 |            |            |  |  |                           |                           |                           |
|  | 13                                                                    | Cape Breton Screaming Eagles | 3               | 12 | Halifax Mooseheads      | 3                |               |                  |                 |            |            |  |  |                           |                           |                           |
|  | 13                                                                    | Cape Breton Screaming Eagles | 3               | 12 | Halifax Mooseheads      | 3                | 1             | Rimouski Océanic | 4               |            |            |  |  |                           |                           |                           |
|  | (Die Teams werden nach der ersten und der zweiten Runde neu gesetzt.) |                              |                 |    |                         |                  | 1             | Rimouski Océanic | 4               |            |            |  |  |                           |                           |                           |
|  |                                                                       | 4                            | Québec Remparts | 3  |                         |                  |               |                  |                 |            |            |  |  |                           |                           |                           |
|  | 5                                                                     | 4                            | Québec Remparts | 3  | Shawinigan Cataractes   | 3                |               | 4                | Québec Remparts | 4          |            |  |  |                           |                           |                           |
|  | 5                                                                     |                              |                 |    | Shawinigan Cataractes   | 3                |               | 4                | Québec Remparts | 4          |            |  |  |                           |                           |                           |
|  | 12                                                                    | Halifax Mooseheads           | 4               | 9  | Charlottetown Islanders | 0                |               |                  |                 |            |            |  |  |                           |                           |                           |
|  |                                                                       |                              |                 |    |                         |                  |               |                  |                 |            |            |  |  |                           |                           |                           |
|  | 6                                                                     | Val-d’Or Foreurs             | 4               |    |                         |                  |               |                  |                 |            |            |  |  |                           |                           |                           |
|  | 11                                                                    | Rouyn-Noranda Huskies        | 2               |    |                         |                  |               |                  |                 |            |            |  |  |                           |                           |                           |
|  | 11                                                                    | Rouyn-Noranda Huskies        | 2               | 2  | Moncton Wildcats        | 0                |               |                  |                 |            |            |  |  |                           |                           |                           |
|  |                                                                       |                              |                 | 2  | Moncton Wildcats        | 0                |               |                  |                 |            |            |  |  |                           |                           |                           |
|  | 4                                                                     | Québec Remparts              | 4               |    |                         |                  |               |                  |                 |            |            |  |  |                           |                           |                           |
|  | 4                                                                     | Québec Remparts              | 4               | 7  | Baie-Comeau Drakkar     | 4                |               |                  |                 |            |            |  |  |                           |                           |                           |
|  |                                                                       |                              |                 | 7  | Baie-Comeau Drakkar     | 4                |               |                  |                 |            |            |  |  |                           |                           |                           |
|  | 10                                                                    | Saint John Sea Dogs          | 1               |    |                         |                  |               |                  |                 |            |            |  |  |                           |                           |                           |
|  |                                                                       |                              |                 |    |                         |                  |               |                  |                 |            |            |  |  |                           |                           |                           |
|  | 8                                                                     | Sherbrooke Phoenix           | 2               | 6  | Val-d’Or Foreurs        | 4                |               |                  |                 |            |            |  |  |                           |                           |                           |
|  | 9                                                                     | Charlottetown Islanders      | 4               | 7  | Baie-Comeau Drakkar     | 3                |               |                  |                 |            |            |  |  |                           |                           |                           |

### Coupe-du-Président-Finale
| 5. Mai 2015 19:00 Uhr (Ortszeit) | Rimouski Océanic Michael Joly (01:01) Michael Joly (03:52) Anthony DeLuca (41:40) Michael Joly (54:24) | 4:7 (2:2, 0:2, 2:3) Spielbericht Stand: 0:1 | Québec Remparts Massimo Carozza (02:16) Anthony Duclair (11:16) Adam Erne (20:24) Matt Murphy (24:03) Raphaël Maheux (46:23) Kurt Etchegary (58:03) Anthony Duclair (59:57) | Colisée de Rimouski, Rimouski, Québec Zuschauer: 3.847 |

| 8. Mai 2015 19:00 Uhr | Rimouski Océanic Christopher Clapperton (24:58) | 1:4 (0:3, 1:1, 0:0) Spielbericht Stand: 0:2 | Québec Remparts Adam Erne (02:07) Kurt Etchegary (02:37) Matt Murphy (13:27) Anthony Duclair (35:38) | Colisée de Rimouski, Rimouski, Québec Zuschauer: 5.062 |

| 10. Mai 2015 15:00 Uhr | Québec Remparts Guillaume Gauthier (08:37) Olivier Garneau (48:13) | 2:4 (1:1, 0:2, 1:1) Spielbericht Stand: 2:1 | Rimouski Océanic Alexis Loiseau (16:44) Samuel Laberge (22:32) Michael Joly (32:46) Samuel Laberge (50:31) | Colisée Pepsi, Québec City, Québec Zuschauer: 10.549 |

| 13. Mai 2015 19:00 Uhr | Québec Remparts Kurt Etchegary (04:10) Nikolas Brouillard (07:49) | 2:4 (2:2, 0:2, 0:0) Spielbericht Stand: 2:2 | Rimouski Océanic Alexis Loiseau (10:53) Jan Košťálek (19:57) Frédérik Gauthier (25:30) Guillaume McSween (32:07) | Colisée Pepsi, Québec City, Québec Zuschauer: 9.843 |

| 15. Mai 2015 19:00 Uhr | Rimouski Océanic Christopher Clapperton (24:06) Jan Košťálek (28:04) | 2:3 n. V. (0:1, 2:0, 0:1, 0:1) Spielbericht Stand: 2:3 | Québec Remparts Adam Erne (05:26) Adam Erne (53:01) Massimo Carozza (60:10) | Colisée de Rimouski, Rimouski, Québec Zuschauer: 4.732 |

| 17. Mai 2015 15:00 Uhr | Québec Remparts Massimo Carozza (18:33) Adam Erne (19:18) Matt Murphy (26:54) Adam Erne (27:16) | 4:5 n. V. (2:0, 2:2, 0:2, 0:1) Spielbericht Stand: 3:3 | Rimouski Océanic Jan Košťálek (21:23) Alexis Loiseau (34:14) Samuel Laberge (49:42) Alexis Loiseau (58:59) Jan Košťálek (61:03) | Colisée Pepsi, Québec City, Québec Zuschauer: 10.614 |

| 18. Mai 2015 19:00 Uhr | Rimouski Océanic Christopher Clapperton (12:00) Michael Joly (82:13) | 2:1 n. V. (1:1, 0:0, 0:0, 0:0, 1:0) Spielbericht Stand: 4:3 | Québec Remparts Nikolas Brouillard (15:40) | Colisée de Rimouski, Rimouski, Québec Zuschauer: 5.062 |

### Coupe-du-Président-Sieger
| Coupe-du-Président-Sieger Rimouski Océanic | Torhüter: Philippe Desrosiers, Louis-Philip Guindon Verteidiger: Charles-David Beaudoin, Simon Bourque, Jan Košťálek, Guillaume McSween, Samuel Morin, Eduard Nasybullin, Andrew Picco, Beau Rusk Angreifer: François Beauchemin, Tyler Boland, Anthony Chapados, Christopher Clapperton, William Couture, Anthony DeLuca, Frédérik Gauthier, Michael Joly, Samuel Laberge, Jeremy Lepine, Alexis Loiseau, Justin Samson, Deven St. Hilaire, Justin Vachon Cheftrainer: Serge Beausoleil |

### Beste Scorer
Abkürzungen: GP = Spiele, G = Tore, A = Assists, Pts = Punkte, PIM = Strafminuten; Fett: Saisonbestwert
| Spieler                | Team                | GP | G  | A  | Pts | PIM |
| ---------------------- | ------------------- | -- | -- | -- | --- | --- |
| Nikolaj Ehlers         | Halifax Mooseheads  | 14 | 10 | 21 | 31  | 14  |
| Adam Erne              | Québec Remparts     | 22 | 21 | 9  | 30  | 17  |
| Alexis Loiseau         | Rimouski Océanic    | 20 | 9  | 17 | 26  | 8   |
| Anthony Duclair        | Québec Remparts     | 22 | 8  | 18 | 26  | 18  |
| Kurt Etchegary         | Québec Remparts     | 22 | 8  | 18 | 26  | 12  |
| Christopher Clapperton | Rimouski Océanic    | 18 | 12 | 13 | 25  | 20  |
| Conor Garland          | Moncton Wildcats    | 16 | 3  | 22 | 25  | 17  |
| Iwan Barbaschow        | Moncton Wildcats    | 16 | 13 | 11 | 24  | 14  |
| Anthony Richard        | Foreurs de Val-d’Or | 17 | 12 | 10 | 22  | 10  |
| Michael Joly           | Rimouski Océanic    | 20 | 12 | 9  | 21  | 20  |

### Beste Torhüter
Die kombinierte Tabelle zeigt die jeweils drei besten Torhüter in den Kategorien Gegentorschnitt und Fangquote sowie die jeweils Führenden in den Kategorien Shutouts und Siege.
Abkürzungen: GP = Spiele, TOI = Eiszeit (in Minuten), W = Siege, L = Niederlagen, OTL = Overtime/Shootout-Niederlagen, GA = Gegentore, SO = Shutouts, Sv% = gehaltene Schüsse (in %), GAA = Gegentorschnitt; Fett: Saisonbestwert
Es werden nur Torhüter erfasst, die mindestens 252 Spielminuten absolviert haben. Sortiert nach bestem Gegentorschnitt.
| Spieler              | Team                            | GP | TOI     | W  | L | OTL | GA | SO | Sv%  | GAA  |
| -------------------- | ------------------------------- | -- | ------- | -- | - | --- | -- | -- | ---- | ---- |
| Louis-Philip Guindon | Rimouski Océanic                | 15 | 813:06  | 11 | 0 | 1   | 25 | 3  | 92,6 | 1,84 |
| Sam Montembeault     | Armada de Blainville-Boisbriand | 6  | 352:37  | 2  | 4 | 0   | 14 | 0  | 87,8 | 2,38 |
| Marvin Cüpper        | Shawinigan Cataractes           | 7  | 475:47  | 3  | 2 | 2   | 19 | 0  | 92,9 | 2,40 |
| Zachary Fucale       | Québec Remparts                 | 20 | 1193:35 | 14 | 3 | 3   | 51 | 1  | 91,3 | 2,56 |
| Julio Billia         | Chicoutimi Saguenéens           | 5  | 293:49  | 1  | 4 | 0   | 14 | 0  | 92,0 | 2,86 |

## Auszeichnungen

### All-Star-Teams
| First All-Star-Team |                                                |
| Angriff:            | Nikolaj Ehlers – Danick Martel – Conor Garland |
| Verteidigung:       | Jan Košťálek – Daniel Walcott                  |
| Tor:                | Marvin Cüpper                                  |

| Second All-Star-Team |                                                     |
| Angriff:             | Ņikita Jevpalovs – Anthony Beauvillier – Timo Meier |
| Verteidigung:        | Nikolas Brouillard – Alexandre Carrier              |
| Tor:                 | Philippe Cadorette                                  |

### All-Rookie-Team
| All-Rookie-Team |                                                        |
| Angriff:        | Dmytro Timashov – Filip Chlapík – Jewgeni Swetschnikow |
| Verteidigung:   | Samuel Girard – Jakub Zbořil                           |
| Tor:            | Evan Fitzpatrick                                       |

### Vergebene Trophäen
| Auszeichnung              | Auszeichnung           | Team                         |
| ------------------------- | ---------------------- | ---------------------------- |
| Coupe du Président        | Coupe du Président     | Rimouski Océanic             |
| Trophée Jean Rougeau      | Trophée Jean Rougeau   | Rimouski Océanic             |
| Trophée Luc Robitaille    | Trophée Luc Robitaille | Moncton Wildcats             |
| Trophée Robert LeBel      | Trophée Robert LeBel   | Blainville-Boisbriand Armada |
| Auszeichnung              | Spieler                | Team                         |
| Trophée Michel Brière     | Conor Garland          | Moncton Wildcats             |
| Trophée Jean Béliveau     | Conor Garland          | Moncton Wildcats             |
| Trophée Guy Lafleur       | Adam Erne              | Québec Remparts              |
| Trophée Jacques Plante    | Philippe Desrosiers    | Rimouski Océanic             |
| Trophée Guy Carbonneau    | Frédérik Gauthier      | Rimouski Océanic             |
| Trophée Émile Bouchard    | Jan Košťálek           | Rimouski Océanic             |
| Trophée Kevin Lowe        | Jan Košťálek           | Rimouski Océanic             |
| Trophée Michael Bossy     | Timo Meier             | Halifax Mooseheads           |
| Coupe RDS                 | Dmytro Timashov        | Québec Remparts              |
| Trophée Michel Bergeron   | Dmytro Timashov        | Québec Remparts              |
| Trophée Raymond Lagacé    | Samuel Girard          | Shawinigan Cataractes        |
| Trophée Frank J. Selke    | Kyle Farrell           | Cape Breton Screaming Eagles |
| Plaque joueur humanitaire | Danick Martel          | Blainville-Boisbriand Armada |
| Trophée Marcel Robert     | Jérémy Grégoire        | Baie-Comeau Drakkar          |
| Trophée Paul Dumont       | Nikolaj Ehlers         | Halifax Mooseheads           |
| Trophée Ron Lapointe      | Joël Bouchard          | Blainville-Boisbriand Armada |
| Trophée Maurice Filion    | Martin Moudou          | Shawinigan Cataractes        |
| Trophée John Horman       | Johnathan Doiron       | Charlottetown Islanders      |
| Trophée Jean Sawyer       | Marketing-Abteilung    | Saint John Sea Dogs          |